# Damnation (álbum)
Damnation es el séptimo álbum del grupo sueco Opeth. Damnation es la contraparte del álbum anterior, Deliverance, puesto que se encamina totalmente al rock progresivo y acústico sin elementos de death metal, rememorando el progresivo de los años 70. Este álbum también fue producido por Steven Wilson, quien contribuyó en las voces secundarias y en los teclados, y tuvo participación en las letras de "Death Whispered a Lullaby". Este álbum fue dedicado a la abuela de Mikael, quien murió durante un accidente automovilístico el mismo año de la grabación.

## Lista de canciones
- Todas las canciones escritas por Mikael Åkerfeldt.

1. "Windowpane" – 7:45
2. "In My Time of Need" – 5:50
3. "Death Whispered a Lullaby" (Åkerfeldt / Wilson) – 5:50
4. "Closure" – 5:16
5. "Hope Leaves" – 4:30
6. "To Rid the Disease" – 6:21
7. "Ending Credits" – 3:40
8. "Weakness" – 4:10

## Personal
- Mikael Åkerfeldt - guitarra y voces
- Martín López - batería
- Peter Lindgren - guitarra
- Martín Méndez - bajo
- Steven Wilson (invitado) - mellotron, teclado, guitarras y voces